# Simone Sancioni
Simone Sancioni (Cesena, 8 novembre 1988) è un pilota motociclistico italiano.

## Carriera
Dopo aver iniziato la carriera tra le minimoto ha partecipato dal 2004 alle competizioni a ruote alte, dapprima nelle formule monomarca ed in seguito nel campionato Italiano Velocità in classe 125 dove si è classificato al ventiseiesimo posto nel 2005, al secondo nel 2006 e al terzo nel 2007. Nel 2005 inoltre corre il campionato Europeo Velocità nella classe 125 classificandosi dodicesimo.
Ha avuto la possibilità di esordire nel motomondiale grazie a due wild card per partecipare a due Gran Premi nel 2007, quello d'Italia e quello di San Marino, guidando una Aprilia del RCGM Team senza guadagnare punti.
Dal 2008 è passato alle competizioni nazionali delle Superstock, della classe 1000 su una Honda senza ottenere punti. Passa poi alla classe Stock 600 su una Yamaha nel 2009 e 2010 classificandosi rispettivamente decimo e diciottesimo. 

## Risultati nel motomondiale
| 2007 | Classe | Moto    |  |  |  |  |  |    |  |  |  |  |    |  |    |  |  |  |  |  | Punti | Pos. |
| ---- | ------ | ------- |  |  |  |  |  | -- |  |  |  |  | -- |  | -- |  |  |  |  |  | ----- | ---- |
| 2007 | 125    | Aprilia |  |  |  |  |  | 17 |  |  |  |  | NE |  | 22 |  |  |  |  |  | 0     |      |

| Legenda | 1º posto        | 2º posto            | 3º posto            | A punti      | Senza punti        | Grassetto – Pole position Corsivo – Giro più veloce |
| Legenda | Gara non valida | Non qual./Non part. | Ritirato/Non class. | Squalificato | '-' Dato non disp. | Grassetto – Pole position Corsivo – Giro più veloce |